# Huis en atelier van Renoir
Het huis en atelier van Renoir bevindt zich in Essoyes in de Champagne-Ardenne in het Franse departement Aube, waar de schilder Auguste Renoir (1841-1919), een van de meesters van het impressionisme, verbleef en schilderde in de zomermaanden tussen 1897 en 1916. Hij keerde er ook terug tot aan zijn dood in 1919.
Het huis met in de tuin het atelier draagt het label Maisons des Illustres. Het huis is gelegen aan 31 Rue Auguste Renoir en herkend in 2017 onder de categorie Literature & Arts. Het atelier ligt aan 7 Rue de l'Extra en is herkend sinds 2011 als Arts & Architecture.
Het atelier en het huis zijn, na restauratie, sinds 2017 als museum opengesteld voor het publiek, evenals het cultureel centrum in het centrum van de gemeente, gewijd aan de familie Renoir. Tot slot is er een uitgestippelde wandeling in het dorp.

## Geschiedenis

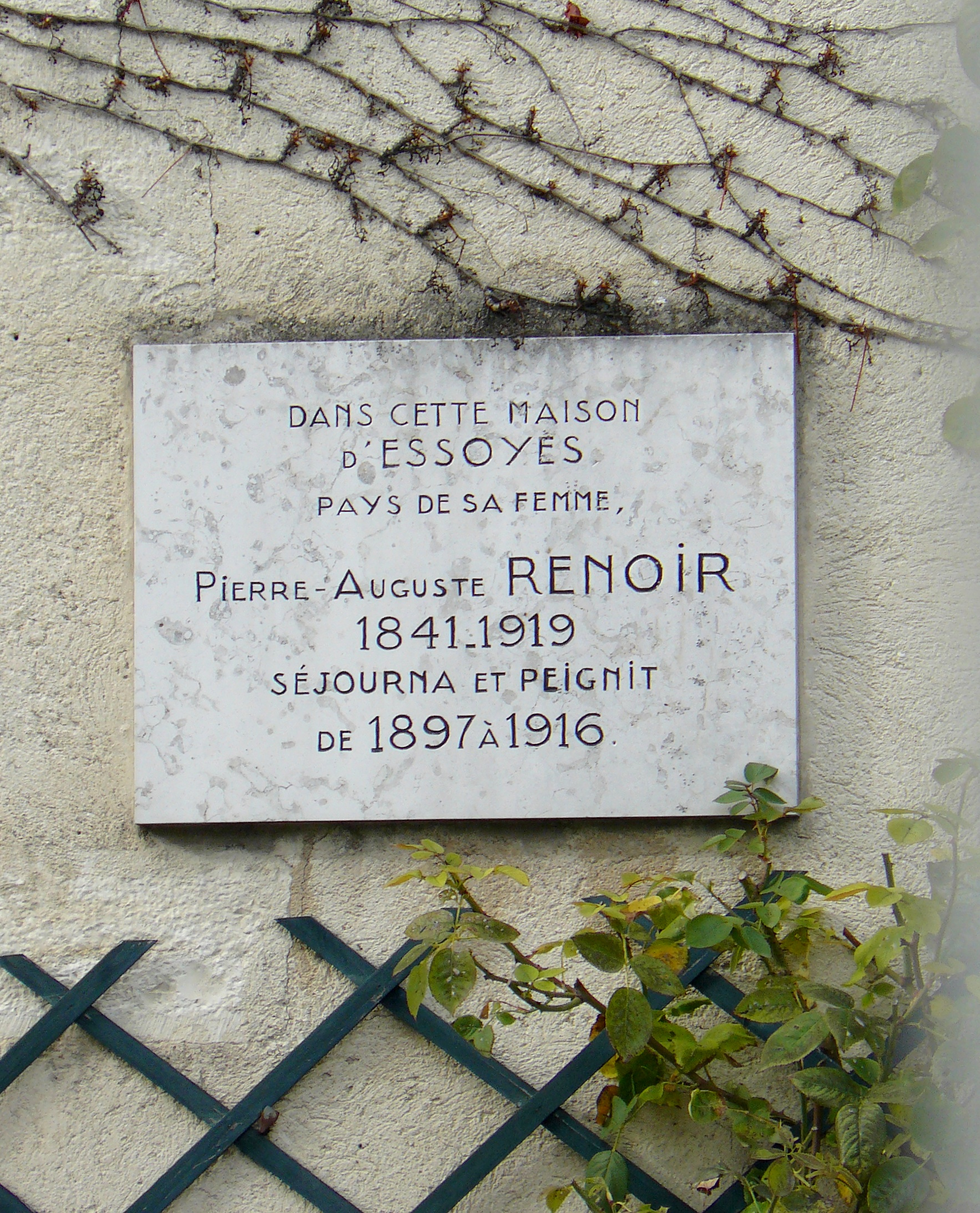
Gedenkplaat aan het huis

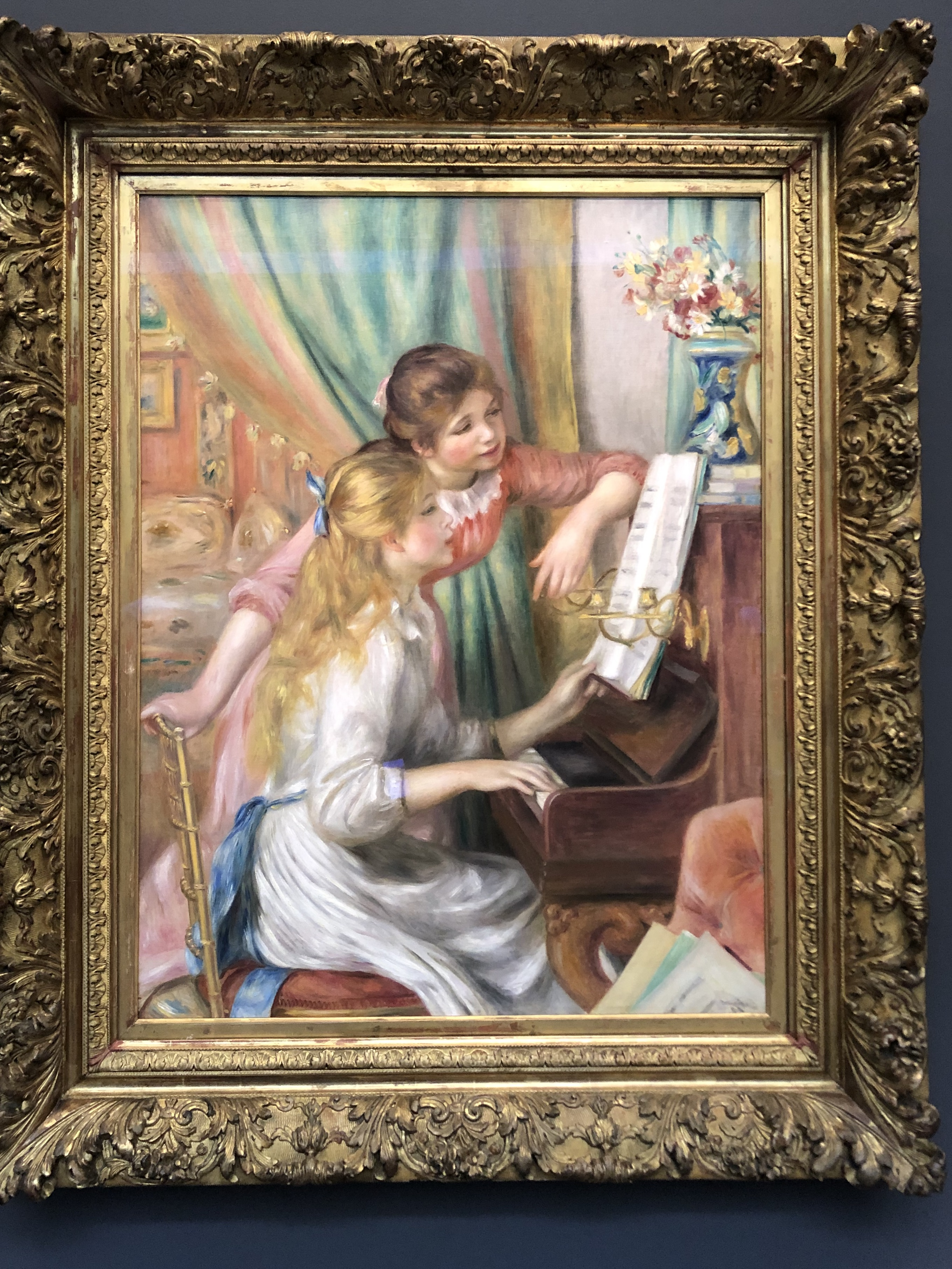
Jeunes filles au piano (1892) in Musée d'Orsay in Parijs

Terwijl Renoir op nr 35 van de rue Saint-Georges in het 9e arrondissement van Parijs leefde, ontdekte hij in 1888 Essoyes, een dorpje in de Champagne-wijngaarden waar zijn vrouw Aline Charigot (1859-1915) werd geboren. 
Tijdens zijn verblijf schreef hij aan de Franse impressionistische kunstschilderes Berthe Morisot (1841-1895): "Ik werk als een boer in de Champagne om te ontsnappen aan de dure modellen van Parijs. Ik werk met wasvrouwen aan de oevers van de rivier.” Een paar weken later vertrouwde hij Eugène Manet (1833-1892), eveneens een Franse impressionistische kunstschilder, toe dat hij niet graag terug wilde naar "de steile hellingen“ van Parijs.
In 1893 kocht de Franse staat zijn schilderij “Jonge meisjes aan de piano” (1892) voor 4.000 frank het equivalent van tien jaarsalarissen voor een landarbeider. Met dit bedrag kon hij in 1896 het huis in Essoyes kopen. Renoir werd op 55-jarige leeftijd voor het eerst grondeigenaar. Bovendien werd in dit huis op 4 augustus 1901 zijn laatste zoon, Claude Renoir, geboren.
Hij schilderde eerst in zijn atelier in de woonkamer. Onder invloed van Aline liet hij in 1906 aan het einde van de tuin een atelier bouwen ‘om de spelende kinderen niet te storen’.
Iedere zomer kwam de familie Renoir bijeen aan de oevers van de Ource, waar Renoir enkele van zijn belangrijkste schilderijen maakte. Geïnspireerd door het leven op het platteland, met zijn dagelijkse activiteiten, gezelligheid en stille wijn, maakte Renoir talloze schetsen en schilderijen.
Op de begraafplaats van Essoyes zijn Renoir, zijn vrouw Aline en zijn drie zonen, Pierre, Jean en Claude begraven.

Dankzij de vereniging Renoir, die in 1986 werd opgericht door de kleinzoon van de schilder, Claude Renoir, en zijn vrouw Evangeline, werd het Renoir-atelier in 1990 gerestaureerd. Er zijn originele sculpturen, persoonlijke voorwerpen en geschriften van de kunstenaar te zien.

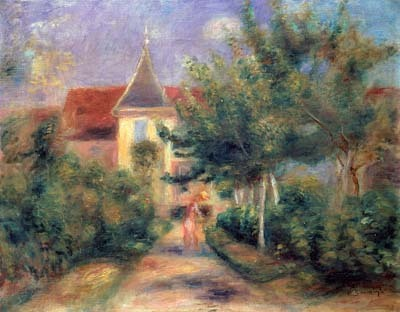
Het huis Essoyes, geschilderd in 1906

De gemeente opende op 7 mei 2011 het cultureel centrum “Du Côté des Renoir". De officiële opening gebeurde door de minister van Cultuur Frédéric Mitterrand en de parlementslid voor Aube, tevens burgemeester van Troyes, François Baroin.
In 2013 verkocht Sophie Renoir, de achterkleindochter van de schilder, het familiehuis aan de gemeente Essoyes voor 600.000€. De gemeente voerde, in samenwerking met de familie, tussen 2013–2017 een grondige restauratie uit (geschatte kost van 1 miljoen€), waarna het huis op 3 juni 2017 geopend werd voor het publiek.
Zo zijn er nu in het dorp drie plaatsen te bezoeken die aan de impressionistische schilder zijn gewijd, met name het woonhuis, het atelier (in de tuin) en het cultureel centrum. Tot slot is er een uitgestippelde wandeling in het dorp.

## Beschrijving
In het huis ontvouwt zich een beeld van een belle‑époquezomerverblijf, zorgvuldig gerestaureerd naar de stijl van rond 1900. De kamers bieden elk een inkijk in zowel het familiale leven als zijn artistiek werk.
Bij binnenkomst betreedt men via de gang het salon of voormalige woonkamer. Deze ruimte is gevuld met naamloze meubelstukken uit Aline’s tijd, waaronder zachte fauteuils en een eikenhouten bureau met relikwieën van hun gezinsleven. Aan de muren hangen reproducties van Renoir‑werken, en een ezel met schildersmaterialen laat zien dat dit eveneens een atelier was vóór de bouw van het aparte atelier.
Vervolgens komt men in de eetkamer, tegenwoordig ingericht als tentoonstellingsruimte. Deze kamer fungeerde vroeger als gezins- en ontvangstruimte; nu worden er tijdelijke exposities gehouden.
Aansluitend is er de keuken, een eenvoudige, functionele ruimte in landelijke stijl. Hier ziet men gietijzeren potten, ouderwetse fornuizen en servies – een onderhoudend beeld van het dagelijkse leven van de familie. Deze keuken getuigt van de authenticiteit die de restauratie wilde bewaren.
Via de trap bereikt men de eerste verdieping, waar de slaapkamers van het gezin zich bevonden. Erewash een kamer voor meneer en een kamer voor mevrouw. Twee kamertjes, netjes ingericht met smeedijzeren bedden, eenvoudige kasten en pastelkleurig behang, waren bestemd voor de drie zonen: Pierre, Jean en Claude. Ook bewijzen kinderspeelgoed en familiefoto’s van Logan en Gabrielle hun aanwezigheid.
In de zolderverdieping werd vroeger het personeel gehuisvest; nu fungeert dit als extra tentoonstellingsruimte of depot. De gestructureerde combinaties van de vroegere wijnbouwerswoningen zijn nog herkenbaar in de houten balken en de trapsgewijze indeling.
Ten slotte mag de achtertuin met doorgang naar het atelier niet ontbreken: via een smal pad tussen fruitbomen en geurige planten komt men bij het aparte atelier. Deze ruimte, met hoge ramen en een glazen dak, herbergt Renoirs schildersezel, zijn rolstoel – symbool van zijn toewijding ondanks reuma – en een triomf aan verstilde landschappen en portretten. Ook het originele figurensculptuur en een houten transportkist waarmee hij werken naar Parijs stuurde, maken deel uit van de collectie.